# The Golden Saxophone of Gene Ammons
The Golden Saxophone of Gene Ammons è un album raccolta di Gene Ammons, pubblicato dalla Savoy Records nel 1961.

## Tracce
Lato A
1. Chips (Just Chips) – 3:03 (Gene Ammons) – Registrato il 18 novembre 1952 a Chicago (Illinois)
2. Goodtime Blues – 2:55 (Junior Mance) – Registrato il 18 novembre 1952 a Chicago (Illinois)
3. Travelin' Light – 2:56 (Johnny Mercer, Jimmy Mundy, Trummy Young) – Registrato il 18 novembre 1952 a Chicago (Illinois)
4. Street of Dreams – 2:57 (Sam M. Lewis, Victor Young) – Registrato il 18 novembre 1952 a Chicago (Illinois)
5. Red Top – 3:07 (Lionel Hampton, Ben Kynard) – Registrato il 15 aprile 1953 a Chicago (Illinois)[2]

Lato B
1. Fuzzy – 3:08 (Gene Ammons) – Registrato l'8 giugno 1953 a Chicago (Illinois)
2. Stairway to the Stars – 2:48 (Lewis Simpkins) – Registrato l'8 giugno 1953 a Chicago (Illinois)
3. Jim Dawgs – 3:01 (Mack Easton) – Registrato l'8 giugno 1953 a Chicago (Illinois)
4. Big Slam № 1 (Gene Ammons) – Registrato l'8 giugno 1953 a Chicago (Illinois)
5. Big Slam № 2 (Gene Ammons) – Registrato l'8 giugno 1953 a Chicago (Illinois)

## Musicisti
Brani A1, A2, A3 e A4
- Gene Ammons - sassofono tenore
- McKinley Easton - sassofono baritono
- John Coles - tromba
- Lino Murray - trombone
- John Huston - pianoforte
- sconosciuto - chitarra
- Benny Stuberville - contrabbasso
- George Brown - batteria[3]

Brani A5, B1, B2, B3, B4 e B5
- Gene Ammons - sassofono tenore
- McKinley Easton - sassofono baritono
- John Coles - tromba
- Lino Murray - trombone
- John Huston - pianoforte
- sconosciuto - chitarra
- Benny Stuberville - contrabbasso
- George Brown - batteria[4]